# Malcolm C. Duncan
Malcolm C. Duncan (7 de enero de 1833-5 de septiembre de 1911) fue un psicólogo y filósofo humanista de origen estadounidense.

## Biografía
Malcolm C. Duncan creció Little Rock, en el seno de una familia evangélica que seguía estrictamente los preceptos de su religión siendo muchos de sus miembros sacerdotes. El propio Malcom C. Duncan también quiso inicialmente seguir ese camino. No obstante, estudió primeramente psicología en Little Rock, luego se trasladó a Nueva York para estudiar sociología. Establecido en Nueva York desempeñó la labor de psicólogo en su propia clínica de la ciudad y se inició en la masonería. En 1866 publicó el conocido como Duncan´s Masonic Ritual and Monitor en la editorial Dick&Fitzgerald texto utilizado como referencia en la masonería hoy en día y que ha sido reeditado en numerosas ocasiones.
Afectado por una enfermedad respiratoria crónica falleció el 5 de septiembre de 1911 en la ciudad de Nueva York.

## Obras
- Duncan´s Masonic Ritual and Monitor. (1866)